# تفكير خارج الصندوق

أحجية "النقاط التسع". الهدف من اللغز هو الربط بين النقاط باستخدام أربعة خطوط مستقيمة دون رفع القلم أو الرجوع على الخط قبل الانتهاء من الحل.

التفكير خارج الصندوق أو التفكير على غير العادة هي عبارة تستعمل للإشارة إلى التفكير الإبداعي.

## لغزالتسع نقاط
عادة ما يصحب التعبير السابق لغز التسع نقاط وهو عبارة عن 9 نقاط مرصوصة بشكل مصفوفة مربعة ويطلب من المتسابق محاولة الربط بين هذه النقاط بأربعة خطوط مستقيمة من دون رفع القلم أو العودة فوق الخط المرسوم مرة أخرى حتى الانتهاء من الحل.

أحد الحلول الممكنة لمسألة التسع نقاط.

## وصلات خارجية
- (بالإنجليزية) 9 Dots Problem Puzzle نسخة محفوظة 15 يوليو 2011 على موقع واي باك مشين.